# Estrella de tipo-F de la secuencia principal

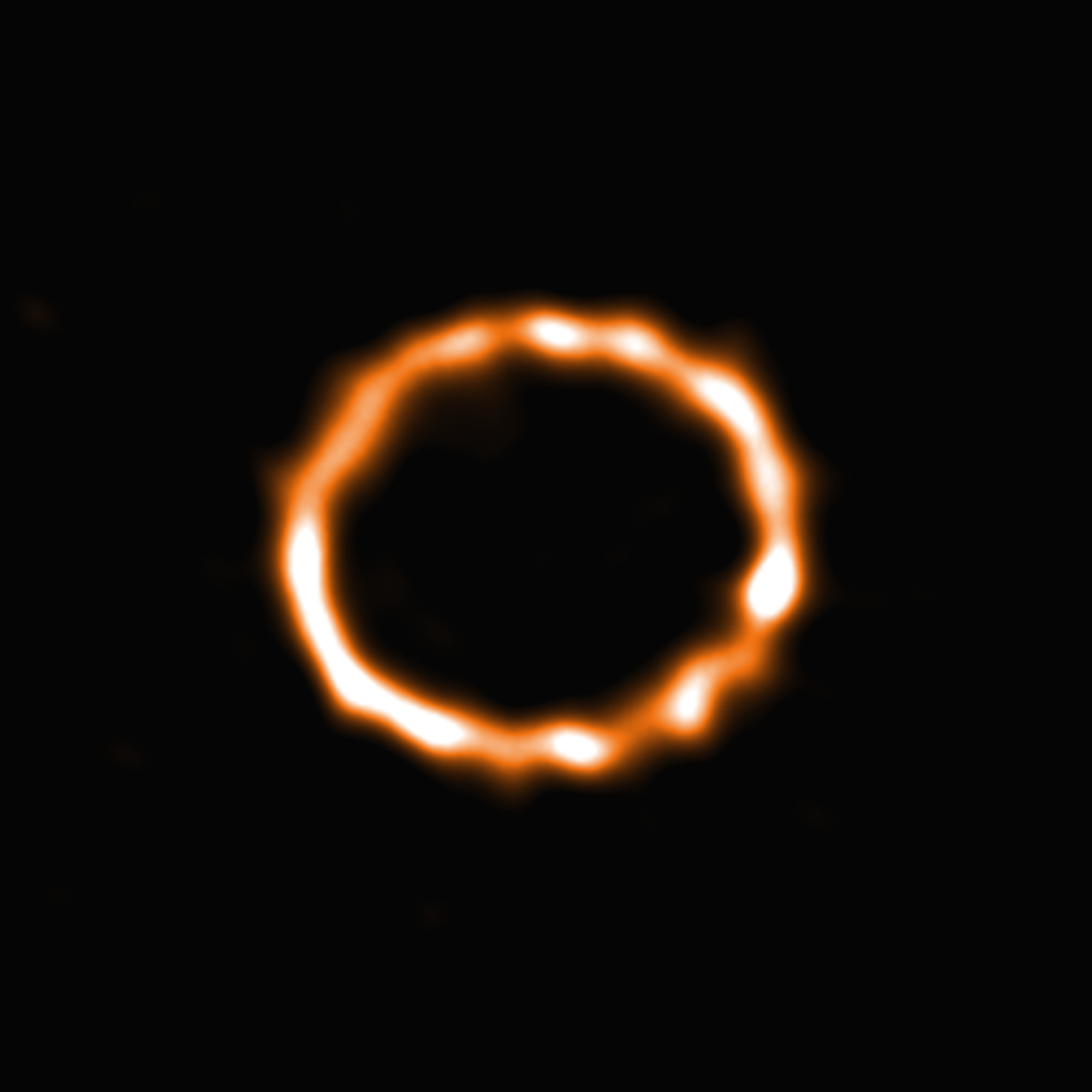
Disco de escombros alrededor de una estrella tipo F.

Una estrella de tipo F de la secuencia principal (FV) es una estrella de secuencia principal de fusión de hidrógeno, de tipo espectral F y clase de luminosidad V. Estas estrellas tienen de 1 a 1,4 veces la masa del Sol y temperaturas superficiales entre 6000 y 7600 K. Cuadros VII y VIII. Este rango de temperatura da a las estrellas de tipo F un tono blanco amarillento. Debido a que una estrella de la secuencia principal se conoce como estrella enana, esta clase de estrella también puede denominarse enana amarillo-blanca (que no debe confundirse con las enanas blancas, una posible etapa final de la evolución estelar). Algunos ejemplos famosos incluyen Procyon A, Gamma Virginis A y B, WASP-12 y KIC 8462852.

## Estrellas estándar espectrales
El sistema revisado del Atlas de Yerkes (Johnson & Morgan, 1953) enumeró una densa cuadrícula de estrellas estándar espectrales enanas de tipo F; sin embargo, no todos estos han sobrevivido hasta el día de hoy como estándares. Los puntos de anclaje del sistema de clasificación espectral MK entre las estrellas enanas de secuencia principal de tipo F, es decir, aquellas estrellas estándar que han permanecido sin cambios durante años y pueden usarse para definir el sistema, se consideran 78 Ursae Majoris (F2 V) y Tabit (F6 V). Además de esos dos estándares, Morgan y Keenan (1973) consideraron las siguientes estrellas como estándares daga a: HR 1279 (F3 V), HD 27524 (F5 V), HD 27808 (F8 V), HD 27383 (F9 V) y Beta Virginis (F9 V). Otras estrellas estándar principales de MK incluyen HD 23585 (F0 V), HD 26015 (F3 V) y HD 27534 (F5 V). Se debe tener en cuenta que dos miembros de Híades con nombres HD casi idénticos (HD 27524 y HD 27534) se consideran estrellas estándar F5 V fuertes y, de hecho, comparten colores y magnitudes casi idénticos. Gray y Garrison (1989) proporcionan una tabla moderna de estándares enanos para las estrellas de tipo F más calientes. Las estrellas estándar enanas F1 y F7 rara vez se enumeran, pero han cambiado ligeramente a lo largo de los años entre los clasificadores expertos. Las estrellas estándar de uso frecuente incluyen 37 Ursae Majoris (F1 V) e Iota Piscium (F7 V). No se han publicado estrellas estándar F4 V. Desafortunadamente, F9 V define el límite entre las estrellas calientes clasificadas por Morgan y las estrellas más frías clasificadas por Keenan, y existen discrepancias en la literatura sobre qué estrellas definen el límite enano F/G. Morgan y Keenan (1973) enumeraron Beta Virginis y HD 27383 como estándares F9 V, pero Keenan y McNeil (1989) enumeraron HD 10647 como su estándar F9 V. Eta Cassiopeiae A probablemente debería evitarse como estrella estándar porque a menudo se la consideraba F9 V en las publicaciones de Keenan, pero G0 V en las publicaciones de Morgan.

## Planetas
Algunas de las estrellas de tipo F más cercanas que se sabe que tienen planetas incluyen Upsilon Andromedae, Tau Boötis, HD 10647, HD 33564, HD 142, WASP-12, HD 60532 y KOI-3010.

## Habitabilidad
Algunos estudios muestran que existe la posibilidad de que la vida también se desarrolle en planetas que orbitan una estrella de tipo F. Se estima que la zona habitable de una estrella F0 relativamente caliente se extendería desde aproximadamente 2,0 AU hasta 3,7 AU y entre 1,1 y 2,2 AU para una estrella F8 relativamente fría. Sin embargo, en relación con una estrella de tipo G, los principales problemas para una forma de vida hipotética en este escenario particular serían la luz más intensa y la vida estelar más corta de la estrella local.
Se sabe que las estrellas de tipo F emiten formas energéticas de luz mucho más alta, como la radiación UV, que a largo plazo puede tener un efecto profundamente negativo en las moléculas de ADN. Los estudios han demostrado que, para un planeta hipotético ubicado a una distancia habitable equivalente de una estrella de tipo F a la Tierra del Sol (esto está más lejos de la estrella de tipo F, dentro de la zona habitable), y con una similar atmósfera, la vida en su superficie recibiría entre 2,5 y 7,1 veces más daño de la luz ultravioleta en comparación con la de la Tierra. Por lo tanto, para que sus formas de vida nativas sobrevivan, el hipotético planeta necesitaría tener suficiente protección atmosférica, como una capa de ozono, en la atmósfera superior. Sin una capa de ozono robusta, teóricamente la vida podría desarrollarse en la superficie del planeta, pero lo más probable es que se limite a regiones submarinas o subterráneas.